# Luc-sur-Aude
Luc-sur-Aude is een gemeente in het Franse departement Aude (regio Occitanie) en telt 246 inwoners (2019). De plaats maakt deel uit van het arrondissement Limoux.

## Geografie
De oppervlakte van Luc-sur-Aude bedraagt 7,7 km², de bevolkingsdichtheid is 32 inwoners per km². De Aude stroomt door de gemeente.

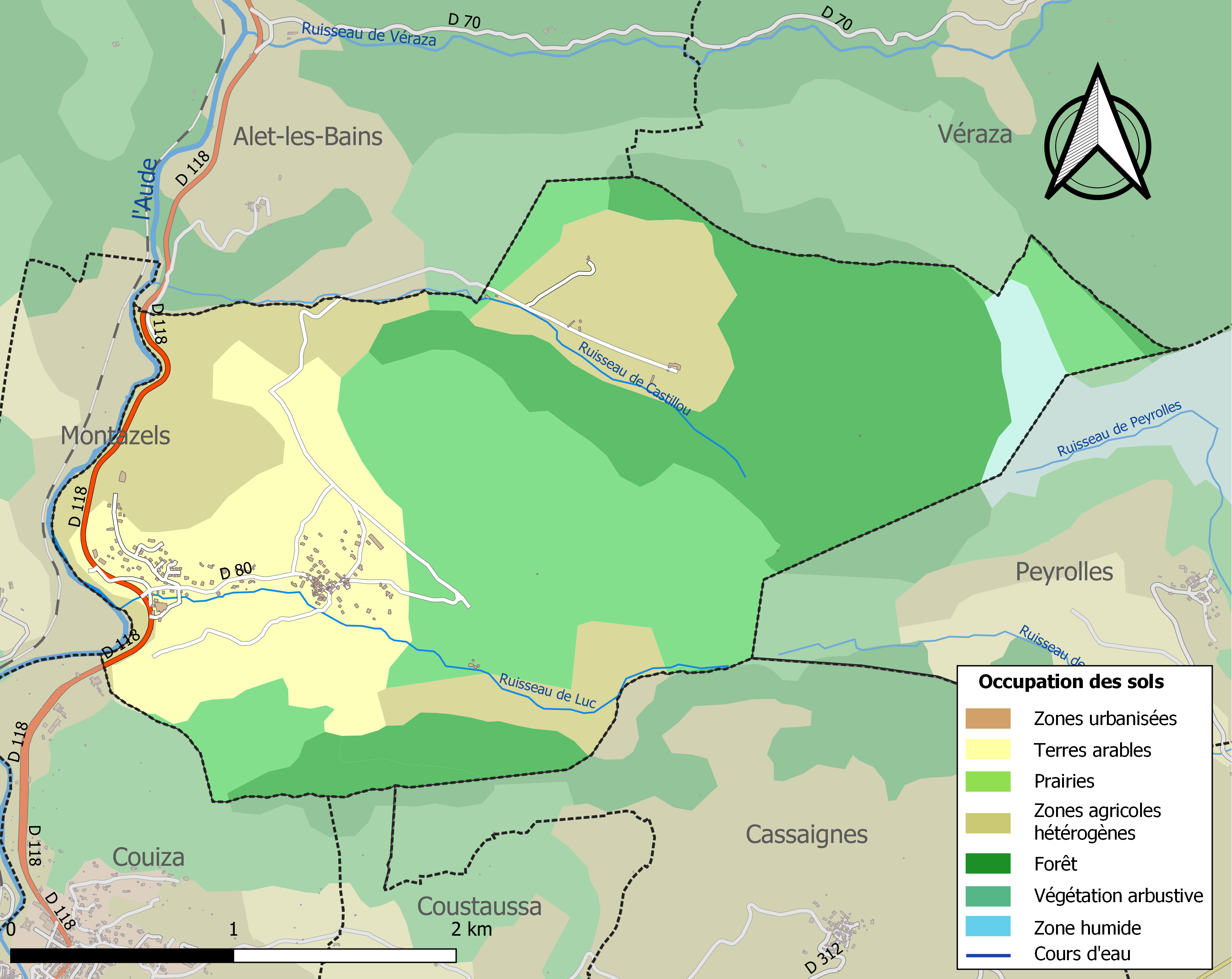
Kaart van de gemeente met de belangrijkste infrastructuur, bodemgebruik en omliggende gemeenten

## Demografie
Onderstaande figuur toont het verloop van het inwonertal (bron: INSEE-tellingen).

Vanwege een beveiligingsprobleem met de MediaWiki Graph-software is het momenteel niet mogelijk deze grafiek weer te geven. Zodra de software is bijgewerkt zal de grafiek vanzelf weer zichtbaar worden.